# Navesink
Navesink és una concentració de població designada pel cens dels Estats Units a l'estat de Nova Jersey. Segons el cens del 2000 tenia 1.962 habitants.

## Demografia
Segons el cens del 2000, Navesink tenia 1.962 habitants, 623 habitatges, i 497 famílies. La densitat de població era de 841,7 habitants/km².
Dels 623 habitatges en un 39,5% hi vivien nens de menys de 18 anys, en un 64,4% hi vivien parelles casades, en un 12% dones solteres, i en un 20,1% no eren unitats familiars. En el 14,8% dels habitatges hi vivien persones soles el 5,1% de les quals corresponia a persones de 65 anys o més que vivien soles. El nombre mitjà de persones vivint en cada habitatge era de 2,93 i el nombre mitjà de persones que vivien en cada família era de 3,26.
Per edats la població es repartia de la següent manera: un 26,2% tenia menys de 18 anys, un 4,9% entre 18 i 24, un 29,2% entre 25 i 44, un 25,2% de 45 a 60 i un 14,5% 65 anys o més.
L'edat mediana era de 40 anys. Per cada 100 dones de 18 o més anys hi havia 87,6 homes.
La renda mediana per habitatge era de 81.456 $ i la renda mediana per família de 86.865 $. Els homes tenien una renda mediana de 56.786 $ mentre que les dones 40.833 $. La renda per capita de la població era de 27.673 $. Cap de les famílies i l'1,6% de la població estaven per davall del llindar de pobresa.

## Poblacions més properes
El següent diagrama mostra les poblacions més properes.